# Oil down

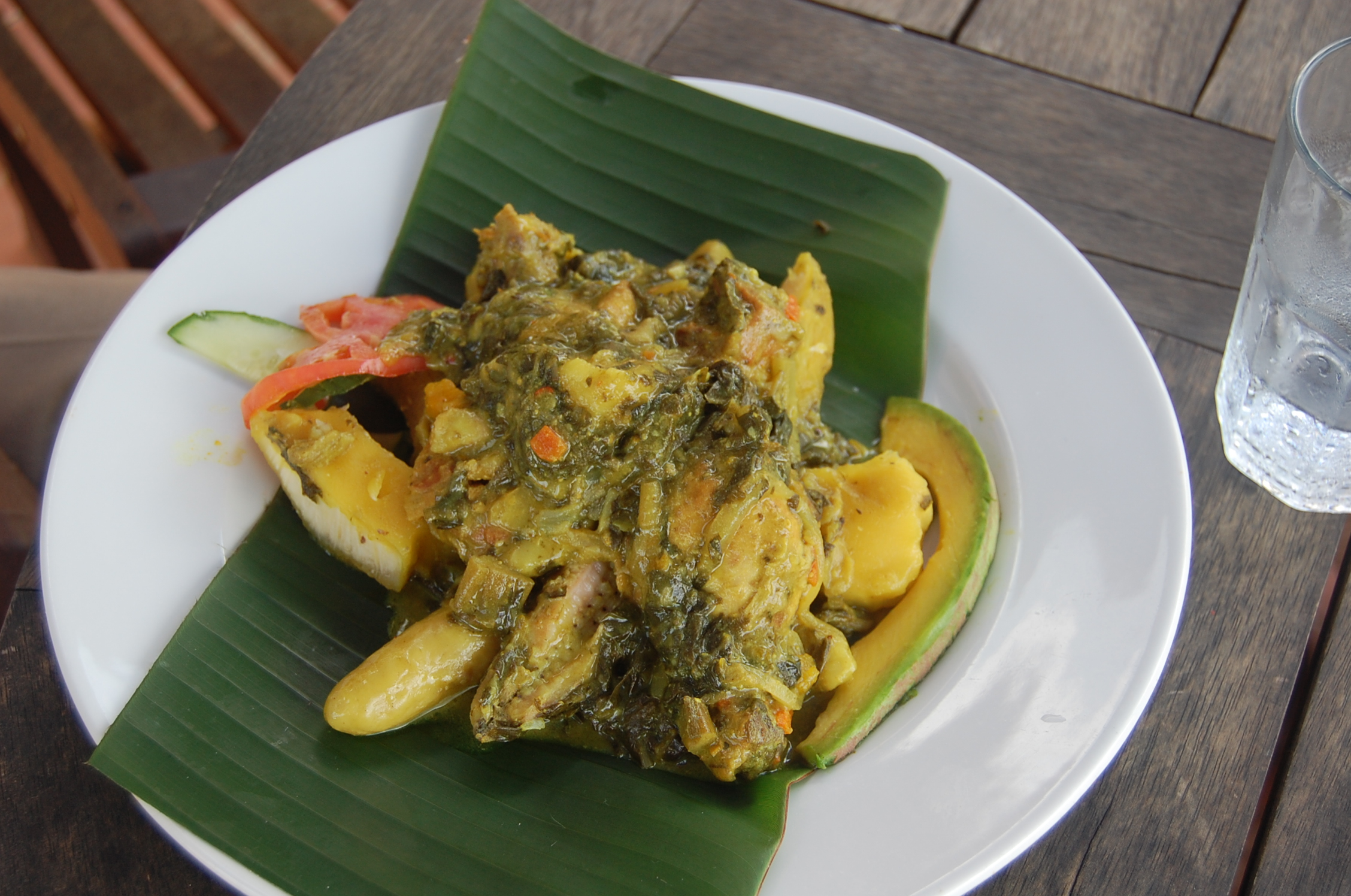
Assiette doil down.

L'oil down est le plat national de la Grenade. C'est un ragoût composé principalement de fruit à pain, de viande de porc ou de bœuf, de lait de coco et d'épices locales,.